# 廷凯拉滕战斗
廷凯拉滕战斗（Battle of Tin Keraten）是一場發生於2013年3月6日的戰鬥，地點在廷凯拉滕一帶，最終由法馬聯軍獲勝。

## 概況
2013年3月6日，法馬聯軍控制了位於加奧東方約100公里、伊梅纳斯（Imenas）東北方的廷凯拉滕（Tin Keraten）一個乾谷。當馬利軍行軍接近廷凯拉滕時，遭遇到伊斯蘭衛士和基地組織伊斯蘭馬格里布分支（AQIM）的攻擊，而法國軍隊則出動一些虎式直升機、瞪羚直升機與戰鬥機。四名馬利軍人在衝突中受傷，以及一名隸屬於法軍駐非洲第68砲兵團的中士Wilfried Pingaud重傷，被送往加奧救治後仍然不治。根據法國軍方表示，此次戰鬥造成十名伊斯蘭份子陣亡。